# مهرجان منتدى التعاون الاقتصادي لدول آسيا والمحيط الهادئ العلمي للشباب
مهرجان منتدى التعاون الاقتصادي لدول آسيا والمحيط الهادئ العلمي للشباب هو معرض علمي يديره منتدى التعاون الاقتصادي لدول آسيا والمحيط الهادئ، هذا المعرض مخصص للشباب الذين تتراوح أعمارهم بين 15 و18عامًا المهتمين بالعلوم والتكنولوجيا، ويسعى إلى كسر الحواجز الثقافية للتعلم. بدأ المهرجان في عام 1998 في مدينة سول. حيث اقترح رئيس كوريا الجنوبية استضافة مهرجان الشباب العلمي في المؤتمر الثاني لوزراء العلوم والتكنولوجيا للمنتدى في يوم 13 نوفمبر 1996

## قائمة المهرجانات
| العام | المكان              | الاسم                      |
| ----- | ------------------- | -------------------------- |
| 1998  | سول، كوريا الجنوبية | بطاقات بريدية من سول       |
| 2000  | سنغافورة            | سبعة أيام في سنغافورة      |
| 2004  | بكين، الصين         | العلم والشباب والمستقبل    |
| 2011  | باثوم ثاني، تايلاند | من الطبيعة إلى التكنولوجيا |

## روابط خارجية
- https://web.archive.org/web/20100917232134/http://apec.org/apec/news___media/2004_media_releases/050804_youthsciencefest.html